# Годо, Сабри
Сабри Годо (алб. Sabri Godo; 8 августа 1929, Дельвина — 3 декабря 2011, Тирана) — албанский писатель, киносценарист и правый политический деятель. Автор ряда исторических романов, новелл и киносценариев. Участник антифашистского сопротивления в период Второй мировой войны, диссидент при ходжаистском режиме. Активный участник свержения коммунистического режима в Албании в 1990—1992 годах. Основатель национал-консервативной Республиканской партии, депутат албанского парламента. Один из разработчиков ныне действующей албанской Конституции.

## Партизан
Родился в семье албанских мусульман. Окончив начальную школу в Дельвине, переехал с семьёй в Тирану. Учёбу в гимназии прервал из-за Второй мировой войны. В четырнадцать лет Сабри Годо присоединился к НОАА и участвовал в антифашистском партизанском сопротивлении. Воевал против немецких оккупантов в Албании и Косове. В феврале 1944 вступил в Компартию Албании (с 1948 — Албанская партия труда, АПТ).
Сабри Годо принадлежал к семейству, «политически неблагонадёжному» с точки зрения коммунистического режима Энвера Ходжи. Его отец был вынужден эмигрировать, дядя репрессирован Сигурими. Недовольство властей вызвала и женитьба Сабри Годо на Невин Вриони, представительнице аристократического рода Вриони, враждебного ходжаистам. В 1948 Сабри Годо был уволен из Албанской народной армии, в 1953 исключён из АПТ.

## Писатель
В годы коммунистического режима Сабри Годо занимался в основном исторической литературой. Главные его романы — Plaku i Butkës (1966), Ali Pashë Tepelena (1970), Skënderbeu (1975) посвящены Сали Бутке, Али-паше Тепеленскому, Скандербегу. Другой темой Годо как писателя была партизанская война 1943—1945.
Сабри Годо — автор романов Prova e zjarrit (Истина огня, 1977), Ujërat e qeta (Спокойные воды, 1988), Koha e njeriut (Время человека, 1990), исторических хроник Kohët që shkojnë, kohët që vijnë (Время идущее, время грядущее, 1985), сборника рассказов Zëra nga burime të nxehta (Голоса горячих источников, 1972). По его рассказу Intendenti (Интендант, 1973) в 1980 был поставлен одноимённый фильм. В 1983 по сценарию Годо был снят популярный фильм Dritat e qytezës (Свет города).
Несмотря на популярность его произведений, Сабри Годо подвергался критике культурных ведомств Народной Республики Албания (с 1976 года - Народная Социалистическая Республика Албания). Его обвиняли в «отступлениях от соцреализма», «недостаточно героическом» изображении войны. В 1974 он был исключён из Союза писателей и подвергнут процедуре идеологического «перевоспитания». Одиннадцать лет работал на заводе. Несколько раз вставал вопрос об аресте Годо, но прямым репрессиям он не подвергался.

## Политик
В 1990 в Албании начались массовые антикоммунистические протесты. Сабри Годо принимал активное участие в этом движении. 10 января 1991 под его руководством была учреждена национал-консервативная Республиканская партия Албании (РПА). Программа партии ориентировалась на американских республиканцев, в организационно-политических вопросах Годо консультировали представители Итальянской республиканской партии. В идеологии РПА акцентировались республиканизм, антикоммунизм, уважение к частной собственности, семейные ценности, национальные традиции, единение всех албанцев. В практической политике РПА выступала союзником Демократической партии Албании (ДПА) — главной политической структуры албанских антикоммунистов.
До 1998 Сабри Годо оставался председателем РПА, затем принял статус почётного председателя. Преемником Годо на председательском посту стал Фатмир Медиу. Республиканцы не являлись крупной партией, но лично Годо принадлежал к самым авторитетным политикам Албании.

Он не был на переднем крае албанской политики, но он был движущей силой албанского политического класса. Его политический путь с левого края (бывший партизан) на правый (основатель Республиканской партии Албании) позволил ему освоить весь политический спектр. Республиканец, вдохновлявшийся портретом Фана Ноли в своём партийном офисе, мог приветствовать Леку Зогу, претендента на королевский престол.

В 1996—2001 Сабри Годо был депутатом парламента Албании. Являлся одним из основных разработчиков Конституции Албании, принятой в 1998. Возглавлял парламентский комитет по международным делам, активно устанавливал государственные и общественные связи Албании с европейскими странами и объединениями. Особое внимание он уделял поддержке албанских национальных движений в югославском Косово, Македонии, греческой Чамерии. Он сыграл видную роль в процессе достижения независимости Республики Косово.
В 2000 Сабри Годо поддержал проект Межалбанского форума, в котором приняли участие представители политических партий Албании и албанских национальных организаций Косово, Македонии, Черногории. При этом Годо отметил необходимость осторожности на этом направлении, дабы не давать поводов для обвинений в экспансионистской идеологии Великой Албании.
Сабри Годо занимался также религиозно-конфессиональной проблематикой. Являясь по происхождению мусульманином, по мировоззрению атеистом, он уделял большое внимание делам Албанской православной церкви. Подходил к этим вопросам с националистических позиций: выступал за усиление в АПЦ албанского национального начала, отмечая греческое происхождение её высших иерархов. При этом Годо считался другом православной церкви.
РПА в целом стабильно поддерживала ДПА и её лидера Сали Беришу. Сабри Годо занимал политически враждебную позицию в отношении Социалистической партии Албании (СПА). «Революцию пирамид» 1997 Годо характеризовал как «коммунистический мятеж», поднятый при поддержке из Греции.
Сабри Годо обладал репутацией идейного, компетентного, твёрдого и целеустремлённого политика. Был активен в политических процессах и конфликтах, но никогда не замечался в скандалах, сохранял безупречную личную репутацию. Был прозван Plaku i urtë — Мудрый старик. Продолжал заниматься литературной деятельностью, в 2009 издал роман Udhëtari (Путешественник).

## Память
Скончался Сабри Годо в возрасте 82 лет. Незадолго до смерти он выступил с политическим заявлением в поддержку Сали Бериши.
4 декабря 2011 в Албании был объявлен национальный траур, приспущены флаги. Похороны имели государственный статус. С заявлениями выступили президент Албании Бамир Топи, премьер-министр Албании Сали Бериша, председатель Народного собрания Албании Жозефина Топали, мэр Тираны Люльзим Баша. Эти деятели ДПА говорили о патриотизме и политической мудрости покойного. Премьер-министр Косова Хашим Тачи сказал о ценном вкладе Сабри Годо в борьбу Армии освобождения Косово. Лидер СПА Эди Рама отметил, что Годо был противником социалистов, но это не мешает признавать его заслуги соавтора Конституции и защитника национальных интересов Албании. Со словом утешения обратился к семье покойного православный архиепископ Тиранский Анастасий (греческого происхождения).
12 декабря 2012 президент Албании Буяр Нишани издал указ о посмертном награждении Сабри Годо орденом Скандербега — за выдающийся вклад в национальную политику и культуру. 14 декабря 2012 президент Италии Джорджо Наполитано посмертно присвоил Сабри Годо орден «За заслуги перед Итальянской Республикой». 10 мая 2013 в здании албанского парламента установлен бюст Сабри Годо.

## Семья
Сабри Годо был женат на Невин Годо (урождённая Вриони). В браке супруги имели дочерей Эрмиру и Анилу. Эрмира Годо известна как писательница и публицистка, Анила Годо — как врач. В 2008—2009 Анила Годо была министром здравоохранения в правительстве Сали Бериши.